# قواعد العقائد
الرسالة القدسية في قواعد العقائد هو كتاب من تأليف الإمام الغزالي الطوسي (ت. 505 هـ).
وهذا الكتاب هو جزء من كتاب «الإحياء»، غير أنها أفردت على حدة منذ زمن بعيد، لعله يرجع إلى زمن الغزالي نفسه وبإشارة منه، بدليل أن الغزالي يشير إليها مفردة.

## شروح
من شروح الكتاب:
- شرح قواعد العقائد للغزالي - لركن الدين الحسن بن رضي الدين محمد بن شرفشاه الحسيني الأستراباذي المتوفى سنة 715 هـ.
- اغتنام الفوائد في شرح قواعد العقائد - لأحمد بن أحمد بن محمد بن عيسى بن زروق الفاسي البرنسي المتوفى سنة 899 هـ.
- شرح قواعد العقائد - لمحمد أمين بن صدر الدين الشيرواني الحنفي المتوفى سنة 1036 هـ.[2]